# Madredeus

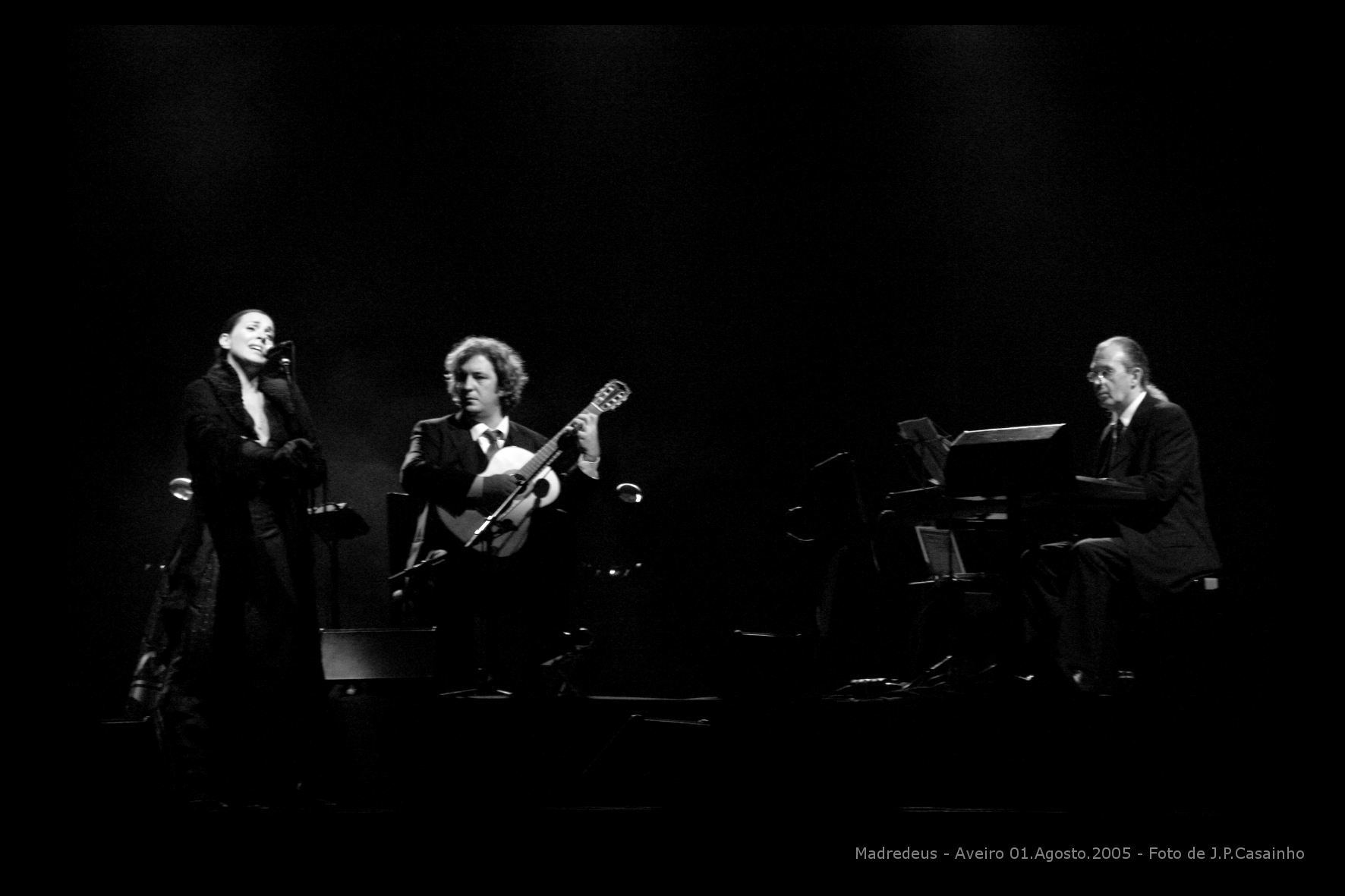
Madredeus

Madredeus är ett portugisiskt band. De kombinerar fado och modern folkmusik.

## Medlemmar
Bandet ursprungliga medlemmar var Pedro Ayres Magalhães (gitarr), Rodrigo Leão (keyboard synthesizer), Francisco Ribeiro (cello) och Teresa Salgueiro (sång). Magalhães och Leão startade bandet 1985, Ribeiro kom med 1986.

## Diskografi
- Os Dias da MadreDeus (1987)
- Existir (1990)
- Lisboa (1992, live in Lisbon)
- O Espírito da Paz (1994)
- Ainda (1995, soundtrack from Lisbon Story)
- O Paraíso (1997)
- O Porto (1998, live at Porto)
- Antologia (2000, a compilation of 'best of' material)
- Movimento (2001)
- Palavras Cantadas (2001)
- Euforia (2002)
- Electrónico (2002)
- Um Amor Infinito (2004)
- Faluas do Tejo (2005)
- Obrigado (2006)